# 黒部宇奈月温泉駅
黒部宇奈月温泉駅（くろべうなづきおんせんえき）は、富山県黒部市若栗にある、西日本旅客鉄道（JR西日本）北陸新幹線の駅である。
本項目では、当駅に隣接する、富山地方鉄道本線の新黒部駅（しんくろべえき）についても記載する。

## 概要
黒部宇奈月温泉駅は2015年（平成27年）3月14日の北陸新幹線の長野駅 - 金沢駅間延伸開業と同時に開業。それに先行し同年2月26日には富山地方鉄道の新黒部駅が開業した。
黒部市の中心部東側約3kmの地点に位置しており、所在地の黒部市では駅前広場など駅周辺の環境整備を進めている。また黒部市をはじめ周辺の魚津市・滑川市・朝日町・入善町から成る県東部の新川地域5市町では、駅周辺各地からのアクセス整備や観光振興などについて各種施策を進めてきた。
北陸新幹線の定期列車のうち、速達タイプの「かがやき」は通過する。停車タイプの「はくたか」は全列車が停車するが、臨時列車では通過する列車もある。
富山地方鉄道本線では当駅の開業当日である2015年2月26日にダイヤ改正を実施し、当駅が特急停車駅となった一方で、従来特急停車駅であった東三日市駅、浦山駅、愛本駅の3駅は通過となった。

## 歴史

### 計画
1982年（昭和57年）3月30日、北陸新幹線高崎駅 - 小松駅間のルート公表とともに、当地付近への駅の設置計画が発表された。富山県東部の新幹線駅については、魚津市と黒部市が停車駅候補に挙がっていたが、黒部市内にYKKの主要拠点工場があったのが決め手となり、黒部市内に設置されることになったという経緯がある。
北陸新幹線は1993年（平成5年）9月22日、西糸魚川信号場（仮称） - 東魚津信号場（仮称）間についていわゆるスーパー特急方式で暫定整備認可を受け、翌10月に着工されたが、その際新黒部駅（仮称）の設置も決定された。
他方、黒部市と富山地方鉄道は、2005年（平成17年）から新駅の設置について協議を続けてきたが、2011年（平成23年）3月28日に長屋駅 - 舌山駅間に請願駅として新駅を設置し、その建設費用約2億円のほか、新幹線駅とを結ぶ歩行者用上屋、駐車場などの設置費用も市が負担することが合意された。
なお、この工事によって11戸が移転することになった。

### 駅名決定までの経緯

#### 新幹線駅
1993年（平成5年）10月の当駅設置決定の際には「新黒部駅」の名が仮称として使われ、最終的な駅名の決定権は事業者（当駅の場合はJR西日本）に委ねられるとされたが、所在地の黒部市では「駅設置市として、周辺市町民の意見を反映させた駅名候補の選定」を目的に、地元行政側から提案する駅名をとりまとめるべく、黒部市をはじめ魚津市、滑川市、入善町、朝日町の県東部5市町の行政・経済関係者からなる「北陸新幹線新駅駅名候補選定委員会」を2012年（平成24年）7月1日に発足させた。
同年7月5日に開催された第1回委員会において駅名候補の募集方法や選考基準などを決定、そして8月1日から9月28日にかけて約2か月間にわたり、県東部5市町を中心に駅名候補の募集。全国から応募総数1608件、有効応募件数1558件・543種類の候補が寄せられ、読み仮名と表記方法ごとに集計した結果「黒部宇奈月温泉駅」の286件が最多となり、次いで「新黒部駅」194件、「黒部駅」85件、「新川黒部駅」「名水黒部駅」がそれぞれ56件、「越中黒部駅」「黒部峡谷駅」がそれぞれ33件などとなった。これを受け、10月30日の第2回委員会において、応募件数や県東部地域にとって相応しい名称であるか等を基準として「北アルプス黒部駅」「黒部駅」「黒部宇奈月温泉駅」「新黒部駅」「にいかわ黒部駅」の5つが最終候補として選定・市に答申された。市はこれを基にJR西日本金沢支社に要望書を提出した。JR西日本と東日本旅客鉄道（JR東日本）は2013年（平成25年）6月7日、北陸新幹線開通と同時に開業する3つの新駅の駅名を発表し、当駅の名称は「黒部宇奈月温泉駅」に決定した。
黒部宇奈月温泉という温泉地はなく、黒部市に当駅があり、宇奈月温泉が近いことから「黒部宇奈月温泉駅」になったが約13km離れている。
「黒部宇奈月温泉」の文字数は7文字でフル規格新幹線の駅名としては当駅の開業時点において最多文字数であったが、2016年（平成28年）に北海道新幹線の奥津軽いまべつ駅が開業したため現在は「最多タイ」である。なおいわゆるミニ新幹線を含めると、当駅開業以前から営業していた「山形新幹線」区間上のかみのやま温泉駅、さくらんぼ東根駅が7文字で最多タイである。読み仮名の「くろべうなづきおんせん」は11文字であり、新幹線駅においては単独での最長となる。

#### 地鉄新駅
一方、富山地方鉄道本線の新駅も新幹線駅に合わせ、同名の「新黒部駅」を仮称としていた。こちらについても事業者である富山地方鉄道（地鉄）が駅名の決定権を有するが、前述のように新幹線駅が「黒部宇奈月温泉駅」に決定したため、仮に同一駅名にした場合は新駅から下り側の終点にあたる宇奈月温泉駅（当駅からの乗車時間は30分以上）と混同する恐れが生じた。
同年7月26日に開催された黒部市の公共交通戦略推進協議会の平成25年度第1回会合において、地鉄の稲田祐治専務取締役はその点について指摘した上で「沿線利用者にも混乱が無いよう配慮し、地鉄駅と新幹線駅が一体と感じられる駅名を考えていきたい」との意向を示した。また地鉄側に対して他の委員からは「新幹線と結節していることが直感的に分かるような、乗り換えやすさや分かりやすさを示すことが重要だ」などの意見が寄せられ、堀内康男黒部市長は「市内には地鉄の既存駅が15もあり（駅名決定には）難しい面がある。最終的には地鉄の判断となるが、早めの対応をお願いしたい」と求めた。そして地鉄は同年9月27日、駅名は仮称をそのまま採用し「新黒部駅」とする旨を発表した。

### 年表
- 1982年（昭和57年）3月30日：北陸新幹線富山県東部駅を舌山付近に建設する計画を発表[24][12]。
- 1993年（平成5年）10月：北陸新幹線 新黒部駅（仮称）設置決定[12]。
- 2009年（平成21年）3月16日：北陸新幹線新黒部駅（仮称）周辺整備基本方針がまとまり、新幹線駅に併設する富山地方鉄道の駅に係る基本計画が定まる[25]。
- 2011年（平成23年）3月28日：地鉄新駅設置について黒部市と富山地方鉄道が合意し、協定書に調印[1]。
- 2012年（平成24年）5月13日：鉄道建設・運輸施設整備支援機構、北陸新幹線の新黒部駅（仮称）駅舎建築工事着工および安全祈願を挙行[26]。
- 2013年（平成25年）
  - 6月7日：JR西日本が新幹線駅の駅名を「黒部宇奈月温泉駅」とすることを正式発表[16][17][20]。
  - 9月27日：富山地方鉄道（富山地鉄）が新駅の駅名を「新黒部駅」とすることを正式発表[27]。
  - 10月：富山地鉄 新黒部駅の新設工事着工[28]。
  - 11月7日：富山地鉄 新黒部駅新設工事の起工式が行われる[29]。
- 2015年（平成27年）
  - 2月26日：新黒部駅が開業[1][28]。同日、黒部宇奈月温泉駅の完成式を行う[30]。
  - 3月14日：北陸新幹線の長野駅 - 金沢駅間開業に伴い、黒部宇奈月温泉駅が開業[2]。
- 2020年（令和2年）
  - 12月23日：みどりの窓口が営業を終了[31][32]。
  - 12月24日：みどりの券売機プラスの利用を開始[31][32]。

## 駅構造

### JR西日本 黒部宇奈月温泉駅
相対式ホーム2面2線を有する北陸新幹線の高架駅。2階にあるこの新幹線ホームには通過線はなく、両ホームにはホームドア（可動式安全柵）が設置されている。出札窓口、改札口、みどりの券売機プラス、待合室などの駅機能は1階に設けられる。南口より新黒部駅へ向かうことができる。
当駅の発車メロディは、「黒部〜水と暮らす未来へ」（KNBテレビで2014年3月に放送された番組）のテーマソングであり、高原兄作曲の「煌〜水の都から〜」が採用されている。

#### のりば
プラットホームは、西側から順に、下記のように配置されている。
| のりば | 路線       | 方向 | 行先                 |
| ------ | ---------- | ---- | -------------------- |
| 1      | 北陸新幹線 | 上り | 長野・東京方面       |
| 2      | 北陸新幹線 | 下り | 富山・金沢・敦賀方面 |

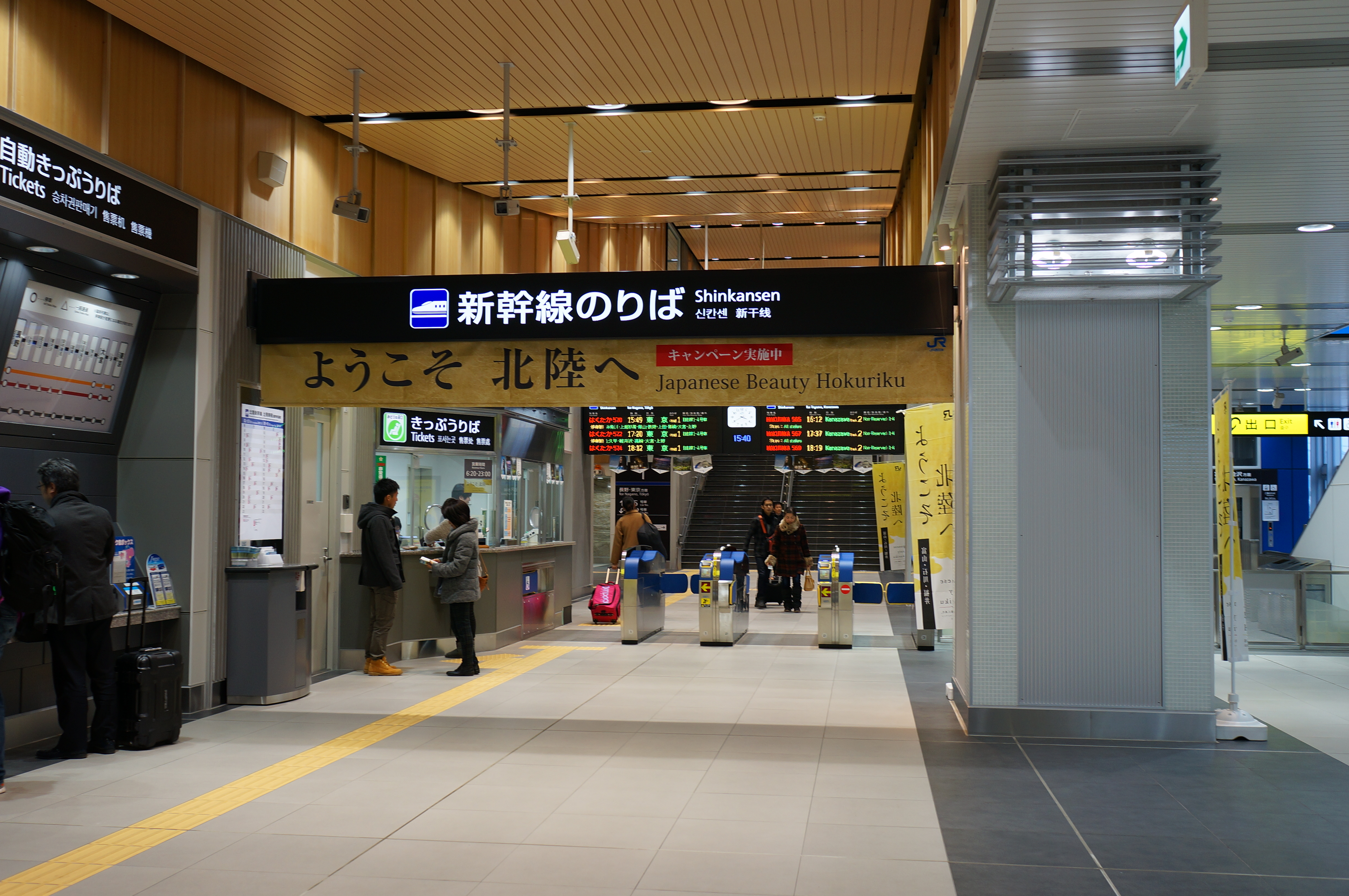
改札口（2015年12月）
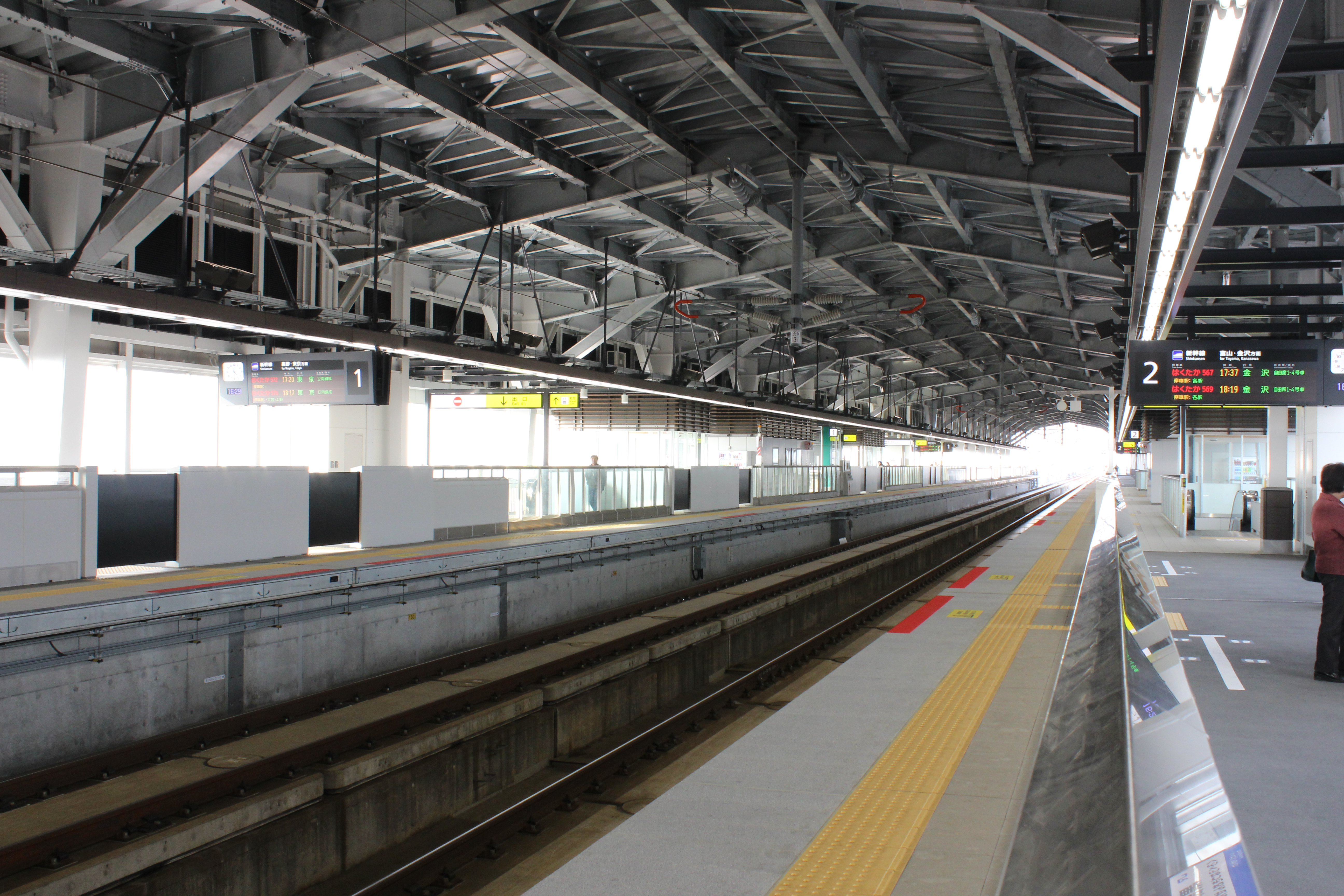
ホーム（2015年3月）

### 富山地方鉄道 新黒部駅
黒部宇奈月温泉駅東口の南側に所在し、線路北側に単式ホーム1面1線を有する本線の地上駅である。駅番号はT31。新幹線駅開業に先がけ2015年（平成27年）2月26日に開業した。
黒部宇奈月温泉駅との乗り換えに必要な標準時分は10分とされているが、実際には黒部宇奈月温泉駅改札口から新黒部駅ホームまで徒歩3分ほどである。
ホーム西側には鉄骨作り平屋建て、延床面積58.3平方メートルの駅舎があり、ホームとは階段およびスロープで連絡する。上下線で共用するホームは全長85メートルで、このうち電車2両分に該当する40メートルには上屋が架設されている。無人駅扱いであるが日中はアテンダントが常駐し、一部乗車券の発売、乗換案内や観光案内を行う。またホーム西端には構内踏切があり、歩行者が線路南側の駐車場と行き来することができる。
ホームの整備や路盤の勾配修正などの駅設備整備には約1億7千万円を要し、国と富山県、黒部市が事業費の3分の1ずつを負担している。駅舎はホームなどの駅設備とは別事業として、黒部市が事業費全額を負担して整備された。
隣駅の舌山駅とは駅間が300メートルで富山地方鉄道の鉄道線としては一番駅間が短い。

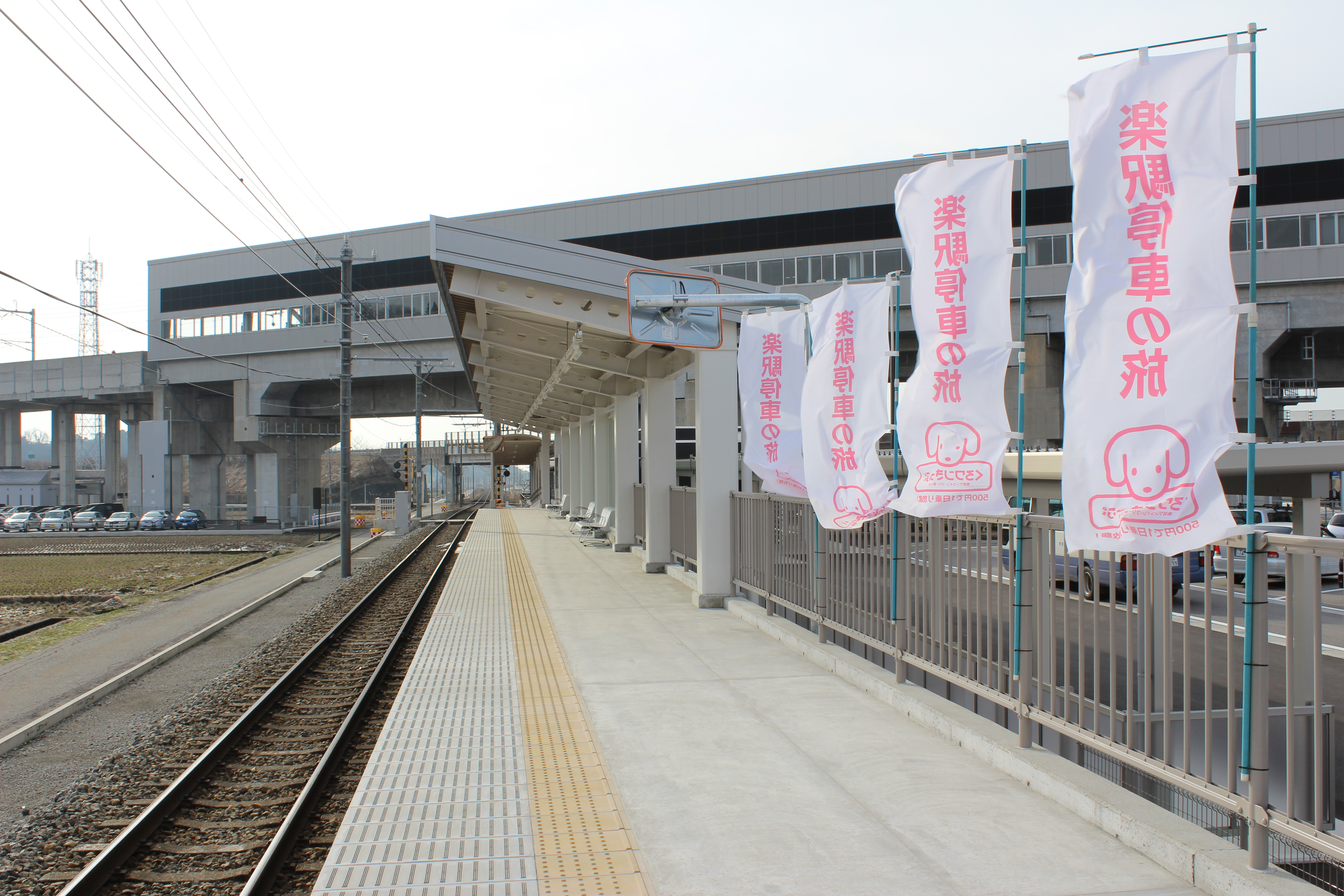
ホーム（2015年3月）

## 駅弁
主な駅弁は下記の通り。
- トロ特上ます寿司
- 旨味ます寿司
- ますのすし（一重）
- 海の幸たっぷりうま煮弁当
- バイ貝ぎっしり炊き込み弁当
- 押し寿司３種セット

## 利用状況
- JR西日本 - 2019年度の1日平均乗車人員は858人である[41]。2023年度の1日当たりの利用者数は1,582人[33]。
- 富山地方鉄道 - 2019年度の1日平均乗降人員は348人である。

| 年度   | JR西日本         | 富山地鉄         | 出典   |
| 年度   | 1日平均 乗車人員 | 1日平均 乗降人員 | 出典   |
| ------ | ---------------- | ---------------- | ------ |
| 2014年 |                  | 286              | [ 42 ] |
| 2015年 | 967              | 415              | [ 43 ] |
| 2016年 | 898              | 407              | [ 44 ] |
| 2017年 | 902              | 368              | [ 45 ] |
| 2018年 | 905              | 372              | [ 46 ] |
| 2019年 | 858              | 348              | [ 47 ] |
| 2020年 | 339              | 126              |        |
| 2021年 | 413              | 103              |        |
| 2022年 | 631              | 251              |        |

## 駅周辺

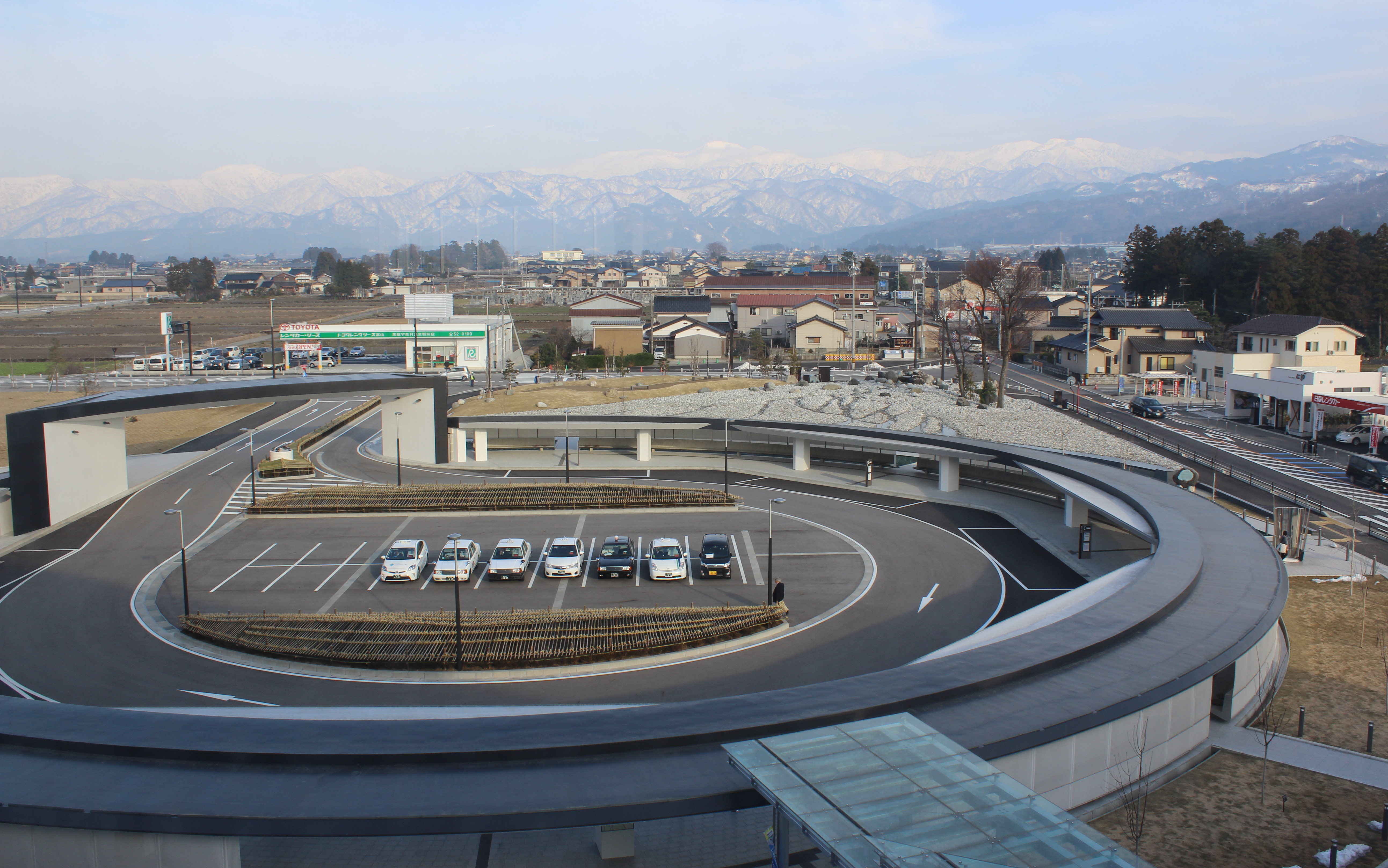
駅前（東口）

### 駅前広場・交流施設と駐車場
黒部市の中心部から東側約3km、魚津市の中心部から北東約9kmの地点に所在する。
西側には北陸自動車道が新幹線に並行する形で南北に伸びており、駅舎付近では新幹線と北陸道が非常に近接しているため、駅舎東西に整備される駅前広場は東口側を中心に整備され、東口側には円形ロータリーに上屋が架設された公共交通用広場が設けられた。この公共交通用広場は路線バス・タクシー専用で、その他の車両は進入禁止であり、一般の普通自動車は南口広場または後述の地鉄新黒部駅広場、マイクロバスも地鉄新黒部駅広場、大型・中型バスは北陸自動車道をくぐった西側バス待機場を利用することになっている。
東口南側に84台収容の有料駐車場、北陸道を挟んだ西口側と富山地方鉄道本線南側に計531台収容の無料駐車場が設けられた。
黒部市では周辺整備の基本コンセプトを「来訪者を魅了する観光と交流の拠点」と銘打ち、新川地域の魅力を伝えるなど地域の玄関口として整備する方針をとっている。市はその一環として東西双方の駅舎隣接地において2棟の交流施設を整備した。東口側には地域の観光情報や特産品の展示スペースや、立山連峰を眺望できる展望コーナーなどを設けた「地域観光ギャラリー」が、西口側には駅西側駐車場から新幹線駅舎西口までの誘導を兼ね、休憩・待合・イベントスペースなどを備えた「ふれあいプラザ」が整備されている。地域観光ギャラリーにはジオラマなどの展示施設のほか、観光案内コーナー、物販コーナー及び駅レンタカー営業所があり、後述の宇奈月温泉立山室堂線 直行バスアルペンライナーの当日券を発売している。さらに東側の屋外には、黒部ダムをイメージして造られた黒部の名水が湧き出す水飲み場がある。
地鉄の新黒部駅は東口駅前広場側、富山県道14号黒部宇奈月線を挟んで南側に位置している。こちらにも駅前広場（地鉄新黒部駅広場）が整備され、両駅舎間を徒歩連絡する通路には新幹線高架下を利用した道路横断部を除いて上屋が架設されており、雨天でも傘無しで移動できる。また、前述のとおり一般車両とマイクロバスの送迎に利用できるほか、電気自動車用の充電スタンドと駐輪場が設けられている。使用されなくなった黒部峡谷鉄道のトロッコ列車（電気機関車ED8と客車ハフ26・27）がオブジェとして飾られている。

### 利用者利便ゾーン
黒部市は、北陸自動車道を挟んだ西側と地鉄新駅東側にそれぞれ用地を確保し、利用者利便ゾーンとして事業者を公募した。後者は「駅東側商業ゾーン」としてオープンした。

#### 駅東側商業ゾーン
共有通路を含む計約1260m2の用地を「地鉄新駅東側駅利用者利便ゾーン」として、物販・飲食（軽食）・サービス店舗等3区画の事業者を2013年8月から9月にかけ公募した。その結果、洋菓子製造販売、EVレンタカー、飲食店舗の3業者が選定され、2014年11月に着工し、2015年3月開業している。

#### 北陸新幹線新駅西側利便ゾーン
約4700m2の用地を「北陸新幹線新駅西側利便ゾーン」として、宿泊機能や物産機能を備えた商業業務施設の事業者を2012年9月に公募したものの応募がなく、同年12月再公募したがやはり応募がなかった。市はその後用地を約2300m2に縮小したが、2014年11月時点で応募はなく、状況をみながら協議することとしている。黒部宇奈月温泉駅開業時点で、この用地の一部は前述の西側バス待機場として使われている。

### その他周辺施設
- 富山県道14号黒部宇奈月線
- 北陸自動車道 黒部インターチェンジ
- 宮野運動公園
- 銀盤酒造
- 松桜閣（天真寺） - 初代富山県知事国重正文の私邸を1891年（明治24年）に移築[68]。黒部市指定有形文化財（建造物）[69]。

## バス路線

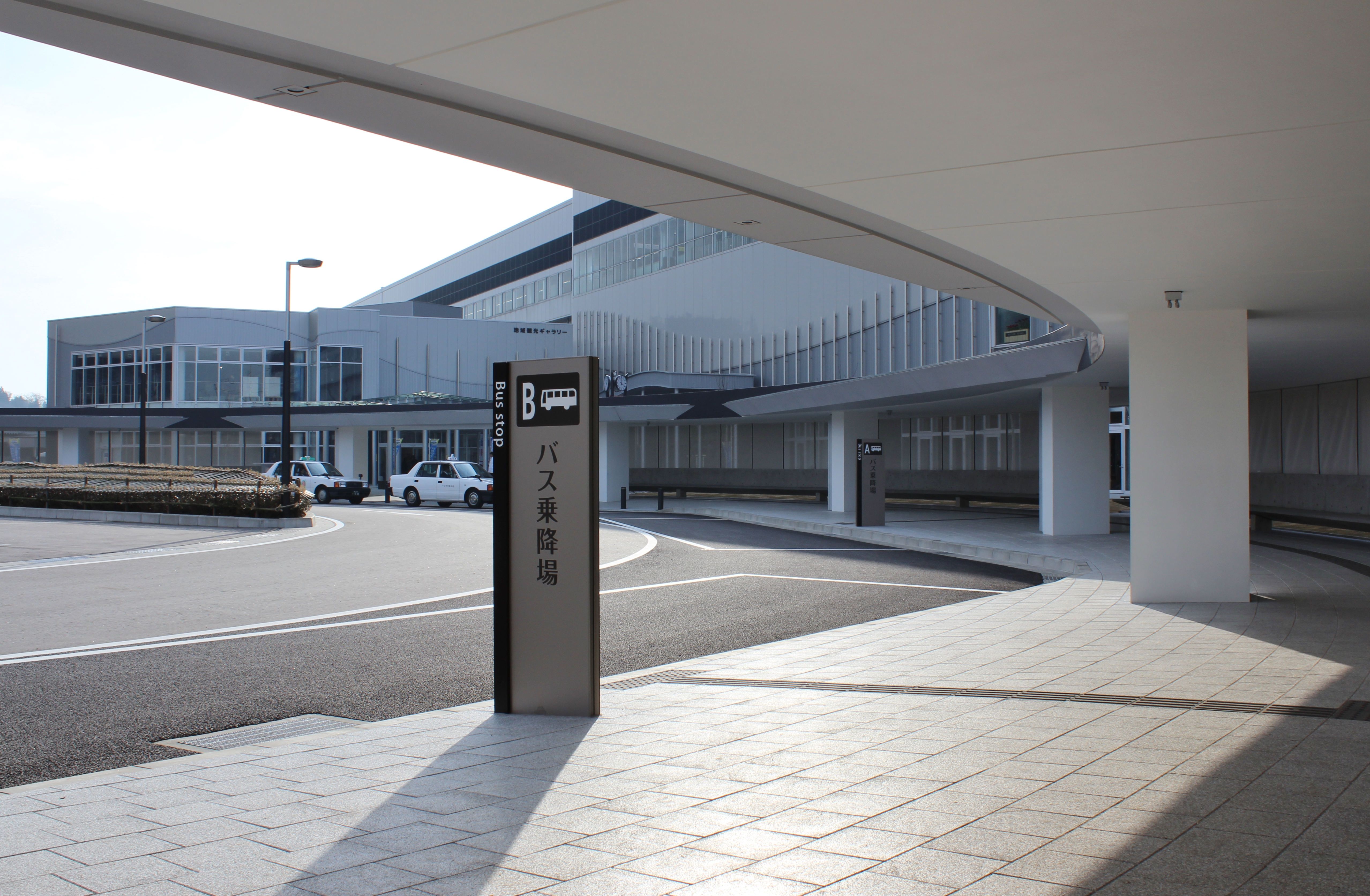
円形ロータリー内のバス乗降場

駅東口公共交通用広場の円形ロータリー内に路線バス用のバス乗降場が5箇所あり、当駅と黒部市街地や周辺各地を結ぶ路線バスが発着している。

### バスのりば
- のりばA：新幹線市街地線 黒部駅方面（富山地方鉄道）[71]
- のりばB：アルペンライナー 室堂方面（富山地方鉄道） - 立山黒部アルペンルート開業期間（5 - 10月）の土・日・祝日のみ運行[54][72]。
- のりばB：新幹線生地線 YKKセンターパーク、魚の駅生地方面[73][74][75]（黒部モビリティサービス） - 休日は予約制の乗り合いタクシーとなる（黒部タクシー協会）
- のりばC：おもてなし魚津直行便 魚津駅方面（魚津タクシー協会）[76] - 予約制
- のりばC：あさひまちバスエクスプレス（A´x） 泊駅・越中宮崎駅（ヒスイ海岸）方面（朝日町）[77] - 予約制

## 隣の駅
西日本旅客鉄道（JR西日本）
 北陸新幹線
糸魚川駅 - 黒部宇奈月温泉駅 - 富山駅
富山地方鉄道
■本線
■アルペン特急・■特急
電鉄黒部駅 (T27) - 新黒部駅 (T31) - 宇奈月温泉駅 (T41)
■急行（上りのみ運転）・■普通
長屋駅 (T30) - 新黒部駅 (T31) - 舌山駅 (T32)